# Calciatore dell'anno (Islanda)
Calciatore islandese dell'anno è un premio calcistico, istituito nel 1984, assegnato dalla Federazione calcistica islandese al miglior giocatore islandese dell'anno solare.

## Albo d'oro
- 1973 - Guðni Kjartansson,  Keflavík
- 1974 - Jóhannes Eðvaldsson,  Valur
- 1975 - Árni Stefánsson,  Fram
- 1976 - Jón Pétursson,  Fram
- 1977 - Gísli Torfason,  ÍBK
- 1978 - Karl Þórðarson,  ÍA
- 1979 - Marteinn Geirsson,  Fram
- 1980 - Matthías Hallgrímsson,  ÍA
- 1981 - Guðmundur Baldursson,  Fram
- 1982 - Þorsteinn Bjarnason,  Keflavík
- 1983 - Sigurður Jónsson,  ÍA
- 1984 - Bjarni Sigurðsson,  ÍA
- 1985 - Guðmundur Þorbjörnsson,  Valur
- 1986 - Guðmundur Torfason,  Fram
- 1987 - Pétur Ormslev,  Fram
- 1988 - Sigurjón Kristjánsson,  Valur
- 1989 - Þorvaldur Örlygsson,  KA
- 1990 - Sævar Jónsson,  Valur
- 1991 - Guðmundur Steinsson,  Víkingur
- 1992 - Lúkas Kostic,  ÍA
- 1993 - Sigurður Jónsson,  ÍA
- 1994 - Ásta Breiðfjörð Gunnlaugsdóttir,  Breiðablik (femminile)

- 1995 - Ólafur Þórðarson,  ÍA
- 1996 - Gunnar Oddsson,  Leiftur
- 1997 - Tryggvi Guðmundsson,  ÍBV
- 1998 -  David Winnie,  KR
- 1999 - Guðmundur Benediktsson,  KR
- 2000 - Hlynur Stefánsson,  ÍBV
- 2001 - Gunnlaugur Jónsson, ÍA
- 2002 - Finnur Kolbeinsson,  Fylkir
- 2004 - Eiður Guðjohnsen,  Chelsea
- 2005 - Eiður Guðjohnsen,  Chelsea
- 2006 - Eiður Guðjohnsen,  Chelsea/ Barcellona
- 2007 - Helgi Sigurðsson,  Valur
- 2008 - Eiður Guðjohnsen,  Barcellona
- 2010 - Alfreð Finnbogason,  Breiðablik
- 2011 - Heiðar Helguson,  QPR
- 2012 - Gylfi Sigurðsson,  Swansea City/ Tottenham
- 2013 - Gylfi Sigurðsson,  Tottenham
- 2014 - Gylfi Sigurðsson,  Tottenham/ Swansea City
- 2015 - Gylfi Sigurðsson,  Swansea City
- 2016 - Gylfi Sigurðsson,  Swansea City
- 2017 - Gylfi Sigurðsson,  Swansea City/ Everton
- 2018 - Gylfi Sigurðsson,  Everton
- 2019 - Gylfi Sigurðsson,  Everton